# Abadieho příznak I
Abadieho příznak I nebo Dalrympleho příznak, pojmenovaný podle francouzského oftalmologa jménem Jean Marie Charles Abadie, je proužek očního bělma (skléry) viditelný nad horním okrajem duhovky v důsledku spasmu musculus levator palpebrae superior. Vyskytuje se při tyreotoxikóze - výrazně zvýšené hladině hormonů štítné žlázy.